# Mahisagar (Distrikt)
Der Distrikt Mahisagar (Gujarati મહીસાગર જિલ્લો) ist ein Verwaltungsdistrikt im indischen Bundesstaat Gujarat.

## Geografie und Klima

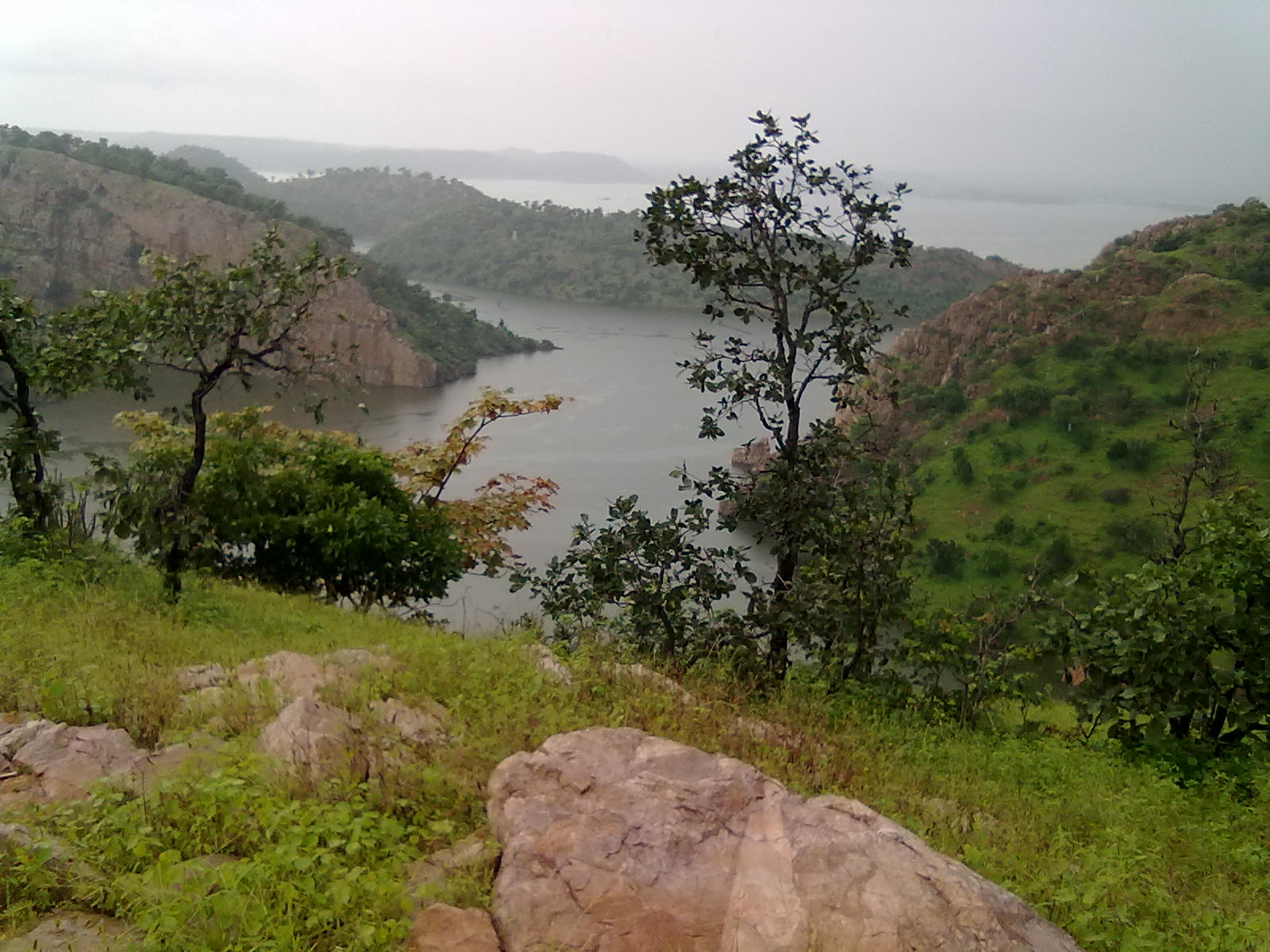
Kadana-Stausee

Der Distrikt liegt im Nordosten Gujarats an der Grenze zum Bundesstaat Rajasthan. Angrenzende Distrikte sind Aravalli im Westen und Nordwesten, Kheda im Südwesten, Panchmahal im Süden, Dahod im Osten und Dungarpur sowie Banswara im Nordosten. Die Fläche beträgt 2261 km² (es gibt allerdings auch abweichende Angaben). Im Jahr 2014–15 waren nach offiziellen Angaben 628 km² der Distriktfläche von Wald bedeckt. Größter Fluss ist der Mahi, von dem sich auch der Distriktname ableitet. Im nördlichen, östlichen und südlichen Abschnitt ist die Topographie wechselhaft mit Erhebungen bis 400 Metern über dem Meeresspiegel. Hier finden sich Ausläufer oder Satelliten des Aravalligebirges, die häufig ein markantes Relief und steile Berghänge aufweisen. Die südliche Distriktgrenze wird durch eine Hügelkette mit ungefähr west-östlichem Verlauf markiert, die die Wasserscheide zwischen den Einzugsgebieten von Narmada und Mahi bildet. Im Westen finden sich Ebenen, die zum Teil alluvialem Ursprungs sind.
Im Distrikt herrscht ein subtropisches Klima mit mäßig niedriger Luftfeuchtigkeit. Es können drei Jahreszeiten unterschieden werden: die Monsunzeit von Mitte Juni bis Oktober, der Winter von November bis Februar, und der Sommer von März bis Juni. Die maximalen Tagestemperaturen liegen zwischen 27,7 °C im Januar und 39,7 °C im Mai. Die minimalen Temperaturen variieren zwischen 11,9 °C im Januar und 25,6 °C im Mai. Der mittlere Jahresniederschlag in den 50 Jahren von 1967 bis 2017 betrug etwa 755 mm. Im Durchschnitt gibt es 30 bis 40 Regentage im Jahr. Der größte Teil des Jahresniederschlags fällt in der Monsunzeit zwischen Juni und Oktober, wobei die Monate Juli und August am regenreichsten sind.

## Geschichte
Der Distrikt wurde am 15. August 2013, symbolträchtig am 67. Jahrestag der Unabhängigkeit Indiens aus Teilen der Distrikte Panchmahal und Kheda neu gebildet. Die Regierung des damaligen Chief Ministers von Gujarat Narendra Modi setzte damit ein Wahlversprechen um, das die BJP vor der Wahl in Gujarat 2012 abgegeben hatte. Der Distrikt Mahisagar war einer von sieben Distrikten, die an diesem Tag in Gujarat neu entstanden.
Während der britischen Kolonialzeit stand die Region unter der Herrschaft verschiedener Fürstenstaaten, die seit 1820 in der Mahi Kantha Agency administrativ zusammengeschlossen waren. Diese wurde in der Endphase der britischen Kolonialherrschaft in die Western India States Agency integriert. Nach der Unabhängigkeit Indiens kam die Region zum Bundesstaat Bombay, der 1960 in die beiden Staaten Maharashtra und Gujarat geteilt wurde.

## Bevölkerung
Der spätere Distrikt hatte zum Zeitpunkt der Volkszählung 2011 994.624 Einwohner (490.662 männlich, 464.632 weiblich). Die Alphabetisierungsrate lag mit 61,33 Prozent deutlich unter dem Durchschnitt Gujarats (78,03 Prozent).

## Verwaltung
Im Jahr 2022 war der Distrikt in fünf Tehsils unterteilt: Lunawada, Khanpur, Balasinor, Virpur, Santrampur und Kadana.

## Wirtschaft
Der Kadana-Staudamm, der den Fluss Mahi an der Grenze zu Rajasthan aufstaut, wurde zwischen 1979 und 1989 errichtet. Der Stausee dient zur Energiegewinnung und als Pumpspeicherkraftwerk.
Die wirtschaftliche Basis bildet die Landwirtschaft. 2013–14 wurden in der Kharif-Saison vorwiegend Baumwolle, Mais, Erdnüsse, Rizinus (castor) und Straucherbsen, und in der Rabi-Saison hauptsächlich Weizen, Perlhirse, Erdnüsse und Kichererbsen angebaut.

## Besonderheiten
Nahe der Distrikthauptstadt Lunawada befindet sich eine Gruppe von Ruinen, die unter der Bezeichnung Kaleshwari-Monumentengruppe bekannt ist. Die Ruinen stammen aus dem 10. bis 16. Jahrhundert und umfassen kunstvoll ornamentierte Tempelruinen, zwei Stufenbrunnen, Reliefs usw., die über das ganze Gelände verstreut sind. Beim Ort Raioli nahe Balasinor befindet sich eine bedeutende Dinosaurierfossilien-Fundstätte. Hier wurden Fossilien von Rajasauras narmadensis entdeckt.